# Louisiaderna

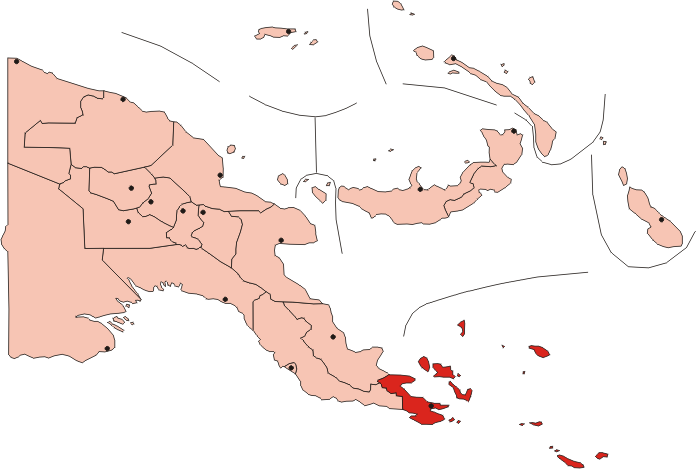
Översiktskarta.

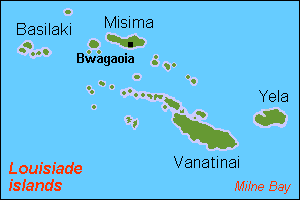
Louisiadeöarna.

Louisiaderna (engelska: Louisiade Archipelago) är en ögrupp som tillhör Papua Nya Guinea i västra Stilla havet.

## Historia
Louisiaderna beboddes troligen av polynesier sedan cirka 1500 f. Kr. De upptäcktes troligen redan 1606 av spanske kaptenen Luis Váez de Torres och utforskades 1768 av Louis Antoine de Bougainville som namngav dem efter dåvarande franske kungen Louis XV.
1942 utspelades ett större slag (slaget om Korallhavet) nära öarna under USA:s framryckning mot Japan.

## Geografi
Louisiaderna utgör en del av Milne Bay-provinsen och ligger sydöst om Nya Guinea sydöst om D'Entrecasteaux-öarna och Trobriandöarna. Geografiskt ligger öarna i Melanesien.
Ögruppen är korallöar och vulkanöar och har en area om cirka 1 600 km² utspridda över cirka 26 000 km² fördelad på ett nittiotal öar och revområden. De större öarna är
- Misima - huvudön, cirka 260 km²
- Basilaki, cirka 100 km² med Sariba och Sideia
- Panaete / Deboyne, cirka 30 km²
- Rossel / Yela, cirka 260 km²
- Vanatinai / Tagula, cirka 867 km²

Befolkningen uppgår till cirka 17 000 invånare. Huvudorten ligger på Misimas östra del och heter Bwagaoia. Högsta höjden Mount Koia Tau finns på Misima med cirka 1 030 meter över havet.